# Open Season 2
Open Season 2 (Nederlands: Baas in eigen bos 2) is een Amerikaanse computeranimatiefilm van Sony Pictures Animation uit 2008. De film is het vervolg op de computeranimatiefilm Open Season uit 2006.

## Verhaal
De film start een jaar na de gebeurtenissen uit Open Season. Elliot heeft een volwaardig gewei terug en staat op het punt te trouwen met Giselle. Nadat Elliot struikelt, breekt zijn gewei terug af. De eigenaars van Mr. Weenie zijn nog steeds op zoek naar hun hond (die ze in de vorige film kwijtraakten) en hebben een spoor van hondenkoekjes gelegd in de hoop het dier terug te vinden. Dit lukt, maar Elliot ziet dit aan als een ontvoering en spoort de andere dieren aan om een reddingsactie op te zetten.

## Rolverdeling
| Acteur          | Personage  |
| --------------- | ---------- |
| Joel McHale     | Elliot     |
| Mike Epps       | Boog       |
| Cody Cameron    | Mr. Weenie |
| Jane Krakowski  | Giselle    |
| Billy Connolly  | McSquizzy  |
| Crispin Glover  | Fifi       |
| Danny Mann      | Serge      |
| Steve Schirripa | Roberto    |
| Fred Stoller    | Stanley    |
| Olivia Hack     | Charlene   |